# Носочная опера
«Носочная опера» (англ. Sock Opera) — 4 серия 2 сезона американского мультсериала «Гравити Фолз».

## Сюжет
В библиотеке Диппер и Мэйбл получают доступ к ноутбуку, но останавливаются из-за того, что им нужен восьмизначный пароль. Диппер пытается взломать пароль вместе с сестрой, но она отвлекается на кукольника по имени Гейб Бэнсен. Она болтает с ним, говоря, что тоже любит кукол и хочет организовать кукольный спектакль, чтобы получить большее внимание Гейба. Она просит помочь Диппера с куклами, обещая помочь ему взломать пароль позже. Диппер соглашается, желая наконец узнать, какие тайны скрывает ноутбук, и они покидают библиотеку, не замечая, как за ними летит треугольное существо.
В течение нескольких дней Диппер, Мэйбл, Зус и Венди сделали много кукол. Диппер пытается взломать пароль ночью, часто не высыпаясь. Разочарованный неудачами во взломе пароля Диппер, говорит, что надо найти того, кто разбирается во взломе. После этих слов перед ним появляется Билл Шифр и говорит, что знает специалиста. Билл намекает ему на то, что он взломает ноутбук, если Диппер заключит с ним сделку. Диппер отказывается, вспоминая события из 19 эпизода 1 сезона — «Пленники разума». Билл говорит, что его предложение будет в силе, если Диппер передумает.
Диппер рассказывает Мэйбл о встрече с Биллом, она обещает помочь с паролем после прихода Кэнди и Гренды. Тем не менее этот план проваливается, потому что проезжающий мимо Гейб сказал, что ждёт качественного выступления Мэйбл. Она видит, что её команда не так хороша подготовилась к спектаклю и продолжает работать над ним, пренебрегая обещанием Дипперу. Диппер идёт на чердак, чтобы самостоятельно взломать код. Вскоре после превышения лимита ввода неправильных паролей на ноутбуке начинается обратный отсчёт до форматирования диска. Тут появляется Билл и предлагает обменять подсказку на одну из кукол. Диппер соглашается. Билл выбирает куклой Диппера, вселяется в его тело и ломает ноутбук.
Билл говорит Дипперу, что уничтожение ноутбука было лишь началом и теперь надо уничтожить дневник. Диппер говорит ему, что он не найдёт его и за миллион лет. Вдруг появляется Мэйбл и говорит, что одолжила дневник для выступления. Диппер не может ничего сказать, поскольку без тела он как призрак. Диппер пытается предупредить их о том, что в его теле Билл, но Мэйбл, Кэнди, Гренда и Стэн на машине проезжают прямо сквозь него. Биппер (Билл в теле Диппера) говорит, что без физической оболочки Диппер всего лишь призрак. Венди и Зус подвозят Биппера до театра, а призрак добирается сам. Представление начинается.
Пока идёт спектакль, Биппер спрашивает у Гренды, где дневник. Она отвечает, что он в торте, который будет использоваться только в третьем акте. Довольный ответом Билл уходит. Прилетевший Диппер пытается поговорить с Грендой, но та его не замечает. Он вспоминает слова Билла, что без физической оболочки его не заметят, и тут он вселяется в куклу.
Диппер, вселившийся в куклу, рассказывает Мэйбл о том, что Билл украл его тело и охотится за дневником, который является единственной надеждой на возвращение тела. Появляется Гейб и говорит, что если Мэйбл продержится в том же духе до конца, то они могут поесть бискотто. Сестра Диппера предлагает дождаться конца представления, на что Диппер напоминает ей о том, что Билл может уничтожить дневник в любую секунду, а он сам в таком случае останется куклой навсегда. Мэйбл просит подменить её, пока она сбегает за дневником.
Диппер подменяет Мэйбл, удивляясь сценарию. Тем временем его сестра лезет за дневником, но падает в декоративный торт, который начинает стремительно падать. Вдруг он останавливается и начинает подниматься обратно. Мэйбл ищет в дневнике способ вернуть тело Дипперу. Оказывается, что держит этот торт за верёвку Биппер. Он предъявляет ультиматум: либо девочка отдаст книгу, либо Билл отпустит верёвку и представление будет сорвано. Мэйбл было соглашается, но в последнюю секунду дёргает дневник на себя. Мэйбл побеждает Билла, пользуясь тем, что Диппер, боится щекотки, соответственно и Билл тоже, а тело Диппера не спало уже больше суток. Тогда во время битвы Билл вылетает из тела Диппера, и он обратно вселяется в него. Мэйбл смотрит на куклу, в которую вселился треугольник, и жмёт красную кнопку, которая запускает пиротехнику, на которой лежала кукла. Гейб говорит, что девочка оскорбила его искусство, целуется со своими куклами и уходит. Диппер сожалеет о сорванном представлении, на что Мэйбл говорит, что потратила неделю на воздыхание по придурку, а тем, о ком стоило заботиться, оказался её брат.

## Вещание
В день премьеры эпизод посмотрели 870 тысяч человек.

## Отзывы критиков
Обозреватель развлекательного веб-сайта The A.V. Club Аласдер Уилкинс поставил эпизоду оценку «A», отметив, что «серия развивает более тонкий и зрелый спор, так как жуткое вмешательство Билла Шифра заставляет сначала Диппера, а затем Мэйбл осознать, насколько они нужны друг другу. Поскольку Диппер является главным героем сериала, большинство эпизодов заканчиваются рассмотрением его недостатков, и именно этим, похоже, занимается первая половина этого эпизода. Эпизод умён в том, как он использует возвращение Билла, чтобы вбить клин между близнецами, но он рассматривает ошибку Диппера как результат вполне понятного момента слабости, в то время как Мэйбл осознаёт, что она не справилась со своими обязанностями сестры». Также критику понравилось «самопожертвование Мэйбл, когда она портит свой спектакль ради Диппера, несмотря на то, что из-за этого поступка она становится не интересна Гейбу».